# Соранс
Соранс (фр. Sorens) — громада  в Швейцарії в кантоні Фрібур, округ Грюєр.

## Географія
Громада розташована на відстані близько 45 км на південний захід від Берна, 17 км на південний захід від Фрібура.
Соранс має площу 8,7 км², з яких на 9% дозволяється будівництво (житлове та будівництво доріг), 64,4% використовуються в сільськогосподарських цілях, 26,6% зайнято лісами, 0% не є продуктивними (річки, льодовики або гори).

## Демографія
2019 року в громаді мешкало 1119 осіб (+21,5% порівняно з 2010 роком), іноземців було 15,4%. Густота населення становила 128 осіб/км².
За віковим діапазоном населення розподілялося таким чином: 24,5% — особи молодші 20 років, 60,4% — особи у віці 20—64 років, 15,1% — особи у віці 65 років та старші. Було 440 помешкань (у середньому 2,5 особи в помешканні).
Із загальної кількості 331 працюючого 69 було зайнятих в первинному секторі, 129 — в обробній промисловості, 133 — в галузі послуг.